# Etyka łowiecka
Etyka łowiecka – jeden z elementów kultury łowieckiej.
Stanowi zbiór zasad moralnych (kodeks etyczny), zawierający wzorce postępowania wobec: zwierzyny, myśliwych, pomocników, psa myśliwskiego, ptaka łowczego, środowiska naturalnego, organizacji łowieckiej oraz społeczeństwa.
Obecnie jest nie tylko nakazem moralnym, ale również nakazem wynikającym z prawodawstwa. Współcześnie tworzone kodeksy etyczne w wielu dziedzinach życia wskazują na odchodzenie od etyki sytuacyjnej (rozpatrywanej w zależności od danej sytuacji) – w kierunku etyki normatywnej, formułującej określone wzorce i normy moralne w postaci zasad i kodeksów zachowań. Takim wzorcem zachowań moralnych jest Zbiór Zasad Etyki Łowieckiej.

## Kodeksy etyczne
- Europejski Kodeks Postępowania Myśliwego (Passeport du Chasseur Code de Comportement du Chasseur) z 1985 roku ogłoszony jako „zalecenie” dla państw członkowskich EWG;
- Kodeks Etyki Łowieckiej CIC (Międzynarodowej Rady Łowiectwa i Ochrony Zwierzyny) „Łowiectwo w Służbie Przyrody”, uchwalony na 45 Zgromadzeniu Ogólnym Międzynarodowej Rady Łowiectwa i Ochrony Zwierzyny (CIC), w 1998 r. w Pradze.
- „Zbiór Zasad Etyki, Tradycji i Zwyczajów Łowieckich”, opracowany przez Komisję Etyki, Tradycji i Zwyczajów Łowieckich Naczelnej Rady Łowieckiej Polskiego Związku Łowieckiego,

Wydanie w Polsce „Zasad...”  miało niezwykle ważne znaczenie dla popularyzacji etyki wśród myśliwych. W 1993 roku poprawiony Zbiór wydany został wraz z „Regulaminem Polowań” przez Wydawnictwo „Łowiec Polski”, a następnie publikowany jest wraz z kolejnymi edycjami przepisów łowieckich.

## Etyka podczas polowania
Do najważniejszych zagadnień etycznych na polowaniu należy
- postępowanie myśliwego wobec zwierzyny, zwłaszcza:
  - etyka strzału, obejmująca sam strzał i  postępowanie przed i po jego oddaniu
  - postępowanie z upolowaną zwierzyną: tuszą (patrz: pokot) oraz trofeum,
- postępowanie myśliwego wobec uczestników polowania (myśliwych i pomocników), psa myśliwskiego, ptaka łowczego, przyrody (środowiska naturalnego – łowiska), ludności zamieszkałej na terenie łowisk.

Kultywowanie zwyczajów i ceremoniału łowieckiego, które wypływają z głęboko zakorzenionej tradycji, poprzez oddanie czci i godne obchodzenie ze zwierzyną, są wyrazem stosunku myśliwych do przyrody. Etyka łowiecka konsekwentnie wskazuje na obowiązek okazywania szacunku do upolowanej zwierzyny, przy czym zachowanie walorów tuszy oraz znajomość sztuki kulinarnej stanowią istotny element tradycji i kultury polskich myśliwych.